# Tomas Scally
Alfredo Tomás "Tommy" Scally y Gallagher  (1908. – 1955.) je bivši argentinski hokejaš na travi. 
Na hokejaškom turniru na Olimpijskim igrama 1948. u Londonu je igrao za Argentinu, koja je ispala u 1. krugu. Argentina je osvojila 2. mjesto u skupini "A", iza kasnijeg olimpijskog pobjednika Indije, kojima je jedina uspjela dati pogodak. Na završnoj ljestvici je dijelila 5. – 13. mjesto. Te godine je igrao za Hurling Club. S 40 godina je bio jednim od najstarijih hokejaša na turniru.
Zanimljivost je da ga ne navode neke argentinske statistike, no nalazi se u službenom izvješću s OI.

## Vanjske poveznice
- Profil na Sports Reference.com  Arhivirana inačica izvorne stranice od 30. siječnja 2012. (Wayback Machine)